# Gainsbourg – Der Mann, der die Frauen liebte
Gainsbourg – Der Mann, der die Frauen liebte ist eine französische Filmbiografie aus dem Jahr 2010 von Joann Sfar.

## Handlung
Serge Gainsbourg (eigentlich Lucien Ginsburg), das hässliche Kind eines jüdischen Barpianisten, wird von seinem Vater zum Musikunterricht gezwungen. Seine Leidenschaft gilt jedoch der Malerei und den Mädchen. Durch seinen Charme und vorlauten Witz gelingt es ihm, auch bei viel älteren Mädchen Interesse zu wecken. Doch die Zeiten sind hart im von den Nazis besetzten Frankreich, so dass sich Serge verstecken muss und von Affären mit den schönsten Frauen träumt. Eine imaginäre Figur, eine Art Alter Ego mit dem Namen „Hässliche Fresse“, begleitet ihn schon seit Kindestagen.
Serge wird Zeichenlehrer und eifert seinem Idol Salvador Dalí mit großem Ehrgeiz nach. Schließlich überzeugt ihn „Hässliche Fresse“, mit der Malerei aufzuhören und sich der Musik zu widmen, weil mit ihr leichter Geld zu verdient sei. Gainsbourg nimmt Gitarrenunterricht bei einem Sinti-Jazz-Gitarristen und versucht sich an Chansons. Mit Hilfe von Boris Vian werden seine Lieder besser und der Erfolg bei Frauen wie der Chanson-Legende Juliette Gréco größer. Doch das wirklich große Geld lässt weiter auf sich warten, weshalb ihm „Hässliche Fresse“ rät, seinen Stolz zu überwinden und es mit der viel einträglicheren Popmusik zu versuchen. Schließlich wird sein musikalisches Talent von dem Musikproduzenten Robert Gall, dem Vater der Pop-Sängerin France Gall, entdeckt.
Mit dem Geld kommen Frauen und Partys, bis eines Tages die schöne Schauspielerin Brigitte Bardot erscheint. Sie spielen zusammen Chansons ein, lieben sich, und eines Tages inspiriert Bardot Gainsbourg zu dem Chanson Je t’aime … moi non plus; die Aufnahme darf allerdings nicht veröffentlicht werden. Bardots Mann hat von der Liebschaft erfahren und fordert nicht nur, die Veröffentlichung zu unterlassen, sondern er untersagt auch jeglichen Kontakt. Serge, der zutiefst getroffen ist, widmet sich nun mehr seinem Schmerz als seiner Karriere. Bei den Dreharbeiten zu dem französischen Liebesfilm Slogan lernt er die junge britische Schauspielerin Jane Birkin kennen. Sie werden ein Liebespaar. Birkin zieht bei Gainsbourg ein, verändert sein Leben und er verbannt daraufhin seine „Hässliche Fresse“. Anschließend nimmt er mit Birkin Je t’aime … moi non plus neu auf und veröffentlicht es, heiratet sie und bekommt mit ihr eine Tochter, Charlotte.
Aber sein Glück scheint nicht lange zu halten, immer mehr verfällt er dem Alkohol. Sein provokantes Album Rock Around the Bunker mit Nazitexten wird ein Skandal. Er überlebt einen Herzinfarkt, und der Tod seiner Hündin nimmt ihn schwerer mit als der Tod seines Vaters. In seiner Ehe kriselt es. Also geht er nach Jamaika, wo er die Nationalhymne Marseillaise als Reggae aufnimmt, was in Frankreich erneut für einen großen Skandal sorgt. Seine Frau verlässt ihn, und er stürzt weiter ab. In einer Diskothek lernt er die junge Bambou kennen, die ihm zu seinem Lebensabend noch ein Kind und etwas Glück schenkt.

## Kritik
Der Film erhielt positive Kritiken. So zählte die Internetseite Rotten Tomatoes von 83 gewerteten professionellen Kritiken 61 positive. Auch vom breiten Publikum wurde der Film überwiegend positiv aufgenommen, denn gleichzeitig werteten 66 % von 15.254 Usern den Film positiv. Auf der Filmdatenbank IMDb, wo man Filmbewertungen abgeben kann, gaben etwa 10.000 User dem Film 6,9 von 10 möglichen Punkten.
Olivier De Bruyn meinte in dem in Paris erscheinenden politischen Wochenmagazin Le Point, dass der Film „mehr als überzeugend sei“, insbesondere da der Hauptdarsteller Éric Elmosnino „eine verblüffende Ähnlichkeit mit Gainsbourg“ aufweise. Auch sei der Film mehr als ein „obligatorisches Nacherzählen von Figuren“. Es handle sich vielmehr um einen Film voller „imaginärer Wahnhaftigkeit und Sensibilität“.
In der französischen Tageszeitung Le Monde kam Thomas Sotinel zu dem Schluss, dass Sfar Gainsbourgs Leben lediglich „als Klammer“ für den Film benutze und „dazwischen eine wunderliche Geschichte, der Wirklichkeit durch ein paar Anknüpfungspunkte verbunden“ erzähle. Sfar präsentiere dabei mit Hilfe der hervorragenden Leistungen der Schauspieler eine Figur, „die er liebt und kennt“. Allerdings wunderte sich Sotinel, dass die letzten 20 Jahre Gainsbourgs „schlechter als seine Jugend behandelt werden“. Der Film verkomme zum Schluss zu einem reinen Episodenfilm.
Obwohl es nicht verwunderlich sei, dass eine französische Legende wie Gainsbourg seine eigene Filmbiografie erhalte und Hauptdarsteller Elmosnino als erwachsener Gainsbourg „mit Segelohren, schweren Augen, einer Kies-Stimme und andauernden Gitanes“ eine gute Figur mache, kritisierte A. O. Scott in der New York Times, dass sich der Film „überflüssig anfühle“, da er alles nur „pflichtbewusst abarbeite“. Der Film sei zwar „einnehmend“, aber auch „optisch hektisch und es fehle dramatische Intensität“.
Kenneth Turan meinte in der überregionalen Tageszeitung Los Angeles Times, dass der Film „unkonventionell, einfallsreich, wenn nicht gar waghalsig“ sei, denn er sei ein „Portrait über die innere Kreativität, welches ernsthaft und spielerische versuche, einen künstlerischen Weg zu finden, die emotionale Wahrheit zu erzählen.“
Das Lexikon des internationalen Films meinte: „Trotz des Spiels mit verschiedenen Stilen sowie mit verschiedenen Wirklichkeitsebenen wird dessen Leben und Schaffen weitgehend chronologisch aufgerollt, wobei sich verschiedene Alter Egos des Künstlers reizvoll miteinander mischen. Ohne Vorkenntnisse über Gainsbourgs künstlerisches Profil mitunter unverständlich, entwirft der Film eine leicht kunstgewerbliche, aber sehr amüsante Hommage an den Bohème-„Helden“ Gainsbourg. Dessen Mythos wird nicht hinterfragt, gleichwohl nähert sich der Film ihm mit viel formaler Fantasie an.“

## Produktion
- Für die Schauspielerin Lucy Gordon war es der letzte Film. Noch während der Postproduktion beging sie in ihrer Pariser Wohnung Selbstmord.[9]
- Als Sfar bei Charlotte Gainsbourg wegen der Rechte der Lieder ihres Vaters anfragte, machte er ihr zugleich den Vorschlag, eine Hauptrolle in dem Film zu übernehmen. Mehrere Monate soll Charlotte mit dem Gedanken gespielt haben, bevor sie sich gegen ihre Mitwirkung entschieden hat.[10]

## Auszeichnungen
- César 2011: Bester Hauptdarsteller, Bestes Erstlingswerk, Bester Ton sowie fünf weitere Nominierungen (Bester Film, Beste Nebendarstellerin, Beste Kamera, Bestes Szenenbild und Bester Schnitt)

## Veröffentlichung
Der Film feierte am 20. Januar 2010 in den französischen Kinos seine Weltpremiere. Am 14. Oktober 2010 kam er unter dem Titel Gainsbourg – Der Mann, der die Frauen liebte in die deutschen Kinos, nachdem er am 30. September 2010 bereits auf dem Filmfest Hamburg gelaufen war. Seit dem 14. April 2011 ist eine deutsche DVD unter dem Titel Gainsbourg – Popstar, Poet, Provokateur erhältlich.